# حقبة الركود والانتعاشات

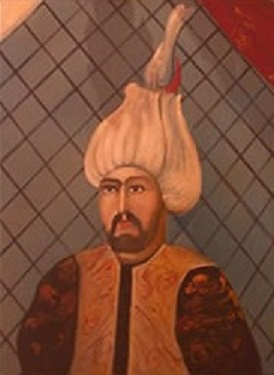
الصدر الأعظم محمد باشا صقللي، ربّان السفينة العثمانية خلال عهد السلطان سليم الثاني.

يُعتبر عصر سليمان القانوني عصر الدولة العثمانية الذهبي، وما أن انقضى هذا العصر حتى أصاب الدولة الضعف والتفسخ. فقد كان سليم الثاني، خليفة سليمان، سلطانًا ضعيفًا لا يتصف بما يؤهله للقيام بحفظ فتوحات أبيه فضلاً عن إضافة شيء إليها.

## سليم الثاني
ما يميّز عهد السلطان سليم الثاني هو أن وظيفة الصدر الأعظم أصبحت تجعل من يتقلدها الحاكم الفعلي وقائد الجيوش، فلولا وجود الصدر الأعظم صقللي محمد باشا المخضرم في الأعمال السياسية والحربية للحق الدولة الفشل، لكن حسن سياسة هذا الرجل وعظم اسم الدولة ومهابتها في قلوب أعدائها حفظها من السقوط مرة واحدة. ومن أعمال محمد باشا صقللي أن أرسل جيشًا كبيرًا إلى اليمن سنة 1569م بقيادة عثمان باشا يسانده سنان باشا والي مصر، لقمع ثورة الأهالي، وتمكن الجيش من إخماد الثورة، ودخل مدينة صنعاء بعد أن فتح جميع القلاع. ومن أعمال الصدر الأعظم أيضًا فتح جزيرة قبرص وانتزاعها من أيدي البنادقة. شنّت الدولة العثمانية في عام 1569م أيضًا حملة على مدينة أسترخان، الواقعة على مصب نهر الڤولغا في بحر قزوين، بهدف استرداد الإمارة ووضع حد لامتداد روسيا من ناحية الجنوب، خشية أن يؤدي توسعها إلى استيلائها على الطرق التجارية والأسواق الكبرى وإلى هيمنتها على تجارة البلدان الإسلامية، إلا أن هذه الحملة كان مصيرها الفشل، بسبب امتناع خاقان القرم، «دولت گراي الأول»، عن التعاون مع الجيش العثماني وسعيه شخصيًا لأن يقوم بالاستيلاء على أسترخان وقازان، كما تعذر ضرب الحصار على المدينة لأن الروس بنوا قلعة قوية إلى الجنوب منها، على الطريق المؤدية إليها حالت دون تقدم الجيش العثماني.

معركة ليبانتو بين الأسطول العثماني والأوروبي.

وفي عهد السلطان سليم الثاني جرت موقعة ليبانتو البحرية التي هزّت صورة البحرية العثمانية والجيش العثماني الذي اعتبره كثيرون لا يُقهر. وتفصيل ذلك أنه بعد ازدياد الخطر العثماني في البحر المتوسط على أوروبا، وخاصة بعد فتح جزيرة قبرص، وبعض المواقع على البحر الأدرياتيكي، تحالف فيليب الثاني ملك إسبانيا مع البابا بيوس الخامس وجمهورية البندقية لوقف التقدم العثماني باتجاه إيطاليا من جهة، واسترداد جميع المواقع التي فتحوها على حساب أوروبا وبخاصة في شمال أفريقيا، من جهة أخرى. فجمعوا مائتين وثلاثين سفينة وثلاثين ألف جندي، وسلموا لواء القيادة إلى الدون يوحنا النمساوي، الذي أبحر إلى خليج پاتراس، أحد فروع البحر الأيوني، وهناك اشتبك الأسطولان العثماني والأوروبي في معركة بحرية طاحنة هي إحدى أكبر المعارك في التاريخ الحديث، أسفرت عن انتصار الأوروبيين وانهزام العثمانيين هزيمة منكرة. ولم تُقعد هذه الحادثة همّة الصدر الأعظم محمد باشا صقللي، بل انتهز فرصة الشتاء وعدم إمكانية استمرار الحرب لتجهيز أسطول جديد، وبذل النفس والنفيس في تجهيزه وتسليحه حتى إذا أقبل صيف سنة 1572م كان قد تمّ بناء 250 سفينة بما فيها 8 غلايين حديثة، وأعلم الصدر الأعظم البنادقة باستعداده للجولة الثانية، ففضلت البندقية أن تجنح للسلام ووقعت مع الدولة العثمانية معاهدة بذلك سنة 1573م، فتفرغ العثمانيون لمحاربة إسبانيا التي عادت لاحتلال تونس، وكذلك هزموا أمير البغدان الذي تمرّد على الدولة طلبًا للاستقلال.

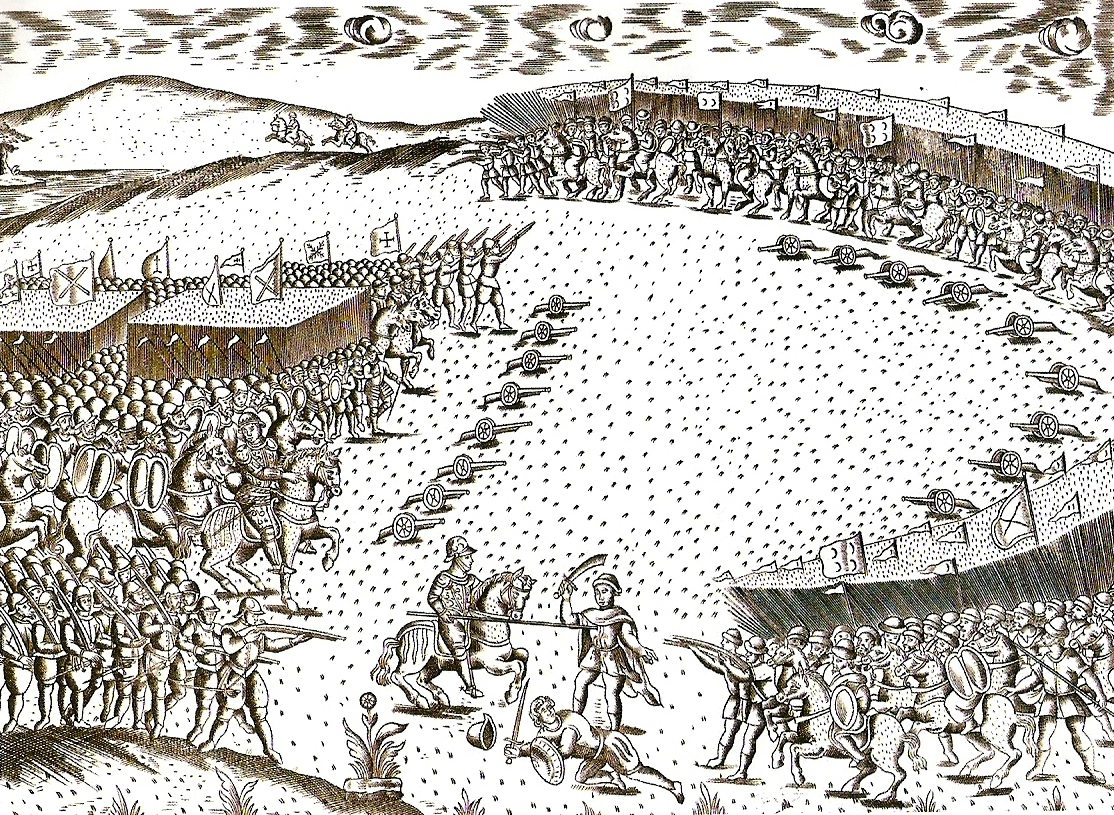
معركة وادي المخازن عام 1578 بين الدولة المغربية في يمين الصورة، بمشاركة 15 ألف إنكشاري أرسلتهم الدولة العثمانية كمساعدة عسكرية، والإمبراطورية البرتغالية في يسار الصورة، بمشاركة متطوعين من قشتالة وإيطاليا، ومرتزقة من الإقليم الفلامندي وألمانيا وحلفاء مغاربة.

توفي السلطان سليم الثاني يوم 12 ديسمبر سنة 1574م، الموافق فيه 27 شعبان سنة 982هـ، وتولّى بعده ابنه مراد الثالث.

## مراد الثالث
تدخلت الدولة العثمانية في عهد السلطان مراد الثالث في انتخاب حليفها «أتيين باتوري»، أمير ترانسلڤانيا، ملكًا على بولندا بعد شغور العرش، وبذا تحولت الحماية العثمانية على بولندا من حماية اسمية إلى حماية فعلية. وساعد العثمانيون سلطان مراكش لإخماد ثورة اندلعت في بلاده، فاصطدموا مع الثوّار والبرتغاليين الذين ساندوهم في موقعة القصر الكبير وانتصروا عليهم وأعادوا السلطان إلى الحكم. أما أهم ما حصل في عهد السلطان مراد الثالث هو التوسع العثماني في الشرق، على حساب الدولة الصفوية، فبعد وفاة الشاه طهماسب الأول من غير أن يسمي من سيخلفه، تنازع أبناؤه على السلطة، فأرسل الصدر الأعظم محمد باشا صقللي حملة عسكرية إلى بلاد فارس لفتح ما تيسر من مدنها، فضموا إليهم من أملاكها بلاد الكرج، ثم أذربيجان الشمالية، ثم بلاد داغستان.
تعرضت الدولة العثمانية بعد هذه الغزوات لخضّة سياسية عنيفة، عندما تقلّص نفوذ الصدر الأعظم محمد باشا صقللي، ومن ثم قُتل في سنة 1579م، فعمّت الفوضى بعد موته بفعل ضعف حلفائه وتمرّد الإنكشارية، وراح الولاة يتنافسون فيما بينهم على منصب الصدارة العظمى. وفي عام 1590م أبرم العثمانيون صلحًا مع الصفويين، اعترفوا فيه بما تم ضمه إلى الدولة العثمانية، إضافةً إلى جنوب أذربيجان بما فيها العاصمة تبريز. وبعد إبرام الصلح استتب الأمن على حدود الدولة، إن في الشرق أو في الغرب، فثار الانكشارية في القسطنطينية وفي الولايات نظرًا لهبوط قيمة أجورهم، الأمر الذي دفع الصدر الأعظم الجديد، سنان باشا، أن يشغلهم بالحروب مع النمسا في المجر، ونظرًا لما وصل إليه الانكشارية من فوضى توالت عليهم الهزائم، وفقدوا بعض القلاع، وعلى الرغم من أن سنان باشا استطاع أن يستردها لاحقًا، إلا أن أمراء الأفلاق والبغدان وترانسلڤانيا استغلوا الموقف وانتصروا على الجيوش العثمانية في بضعة معارك واستردوا منهم بعض المدن. وتوفي السلطان مراد الثالث مساء 19 يناير سنة 1595م، الموافق فيه 8 جمادى الأولى سنة 1003هـ، بعد أن أصيب بداء عياء.

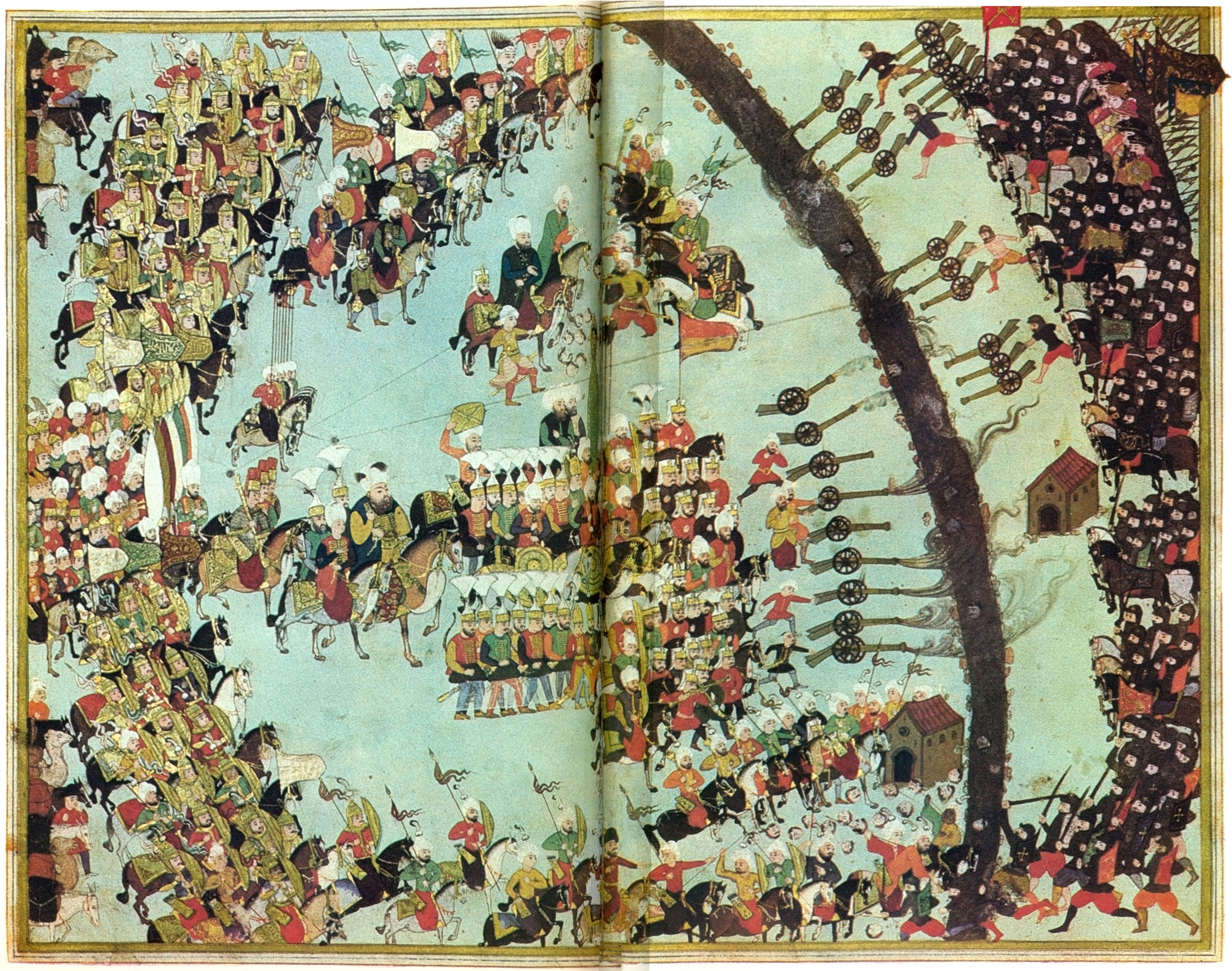
موقعة كرزت بين الدولة العثمانية والحلف النمساوي المجري.

## محمد الثالث
تولّى عرش آل عثمان بعد مراد الثالث ابنه محمد، الذي خرج عن القاعدة التي استفحلت منذ أيام جده سليم الثاني، وهي تولي الصدر الأعظم قيادة الجيش، فقاد الجيوش بنفسه وخرج لقتال المجر والنمسا، وانتصر عليهم في موقعة كرزت سنة 1596م. وفي بداية القرن السابع عشر حصلت في الأناضول ثورة داخلية كادت أن تكون عاقبتها وخيمة على الدولة، خصوصًا وأن نار الحروب كانت مشتعلة على حدود المجر والنمسا، وخلاصتها أن قائد إحدى فرق الانكشارية التي نفيت إلى الأناضول عقابًا لها لعدم ثباتها في موقعة كرزت، ادعى أنه رأى النبي محمد في منامه يبشره بالنصر على العثمانيين، فأعلن العصيان وثار على الدولة وقام بعدد من الفتن إلى جانب شقيقه، ثم مات بعد أن أصيب بجراح في إحدى المعارك، لكن شقيقه استمر يعصي الدولة إلى أن أعطته ولاية البوسنة ليحارب الأوروبيين حتى هلكت جيوشه عن آخرها في المناوشات المستمرة بينها وبين النمسا والمجر. وأعقبت هذه الثورة الكبيرة ثورة أخرى في القسطنطينية هي ثورة الخيالة، الذين طالبوا بتعويضهم عما لحق بهم من أضرار جرّاء الثورة السابقة، فاستعانت الدولة عليهم بجنود الإنكشارية وأدخلتهم في طاعتها مجددًا.

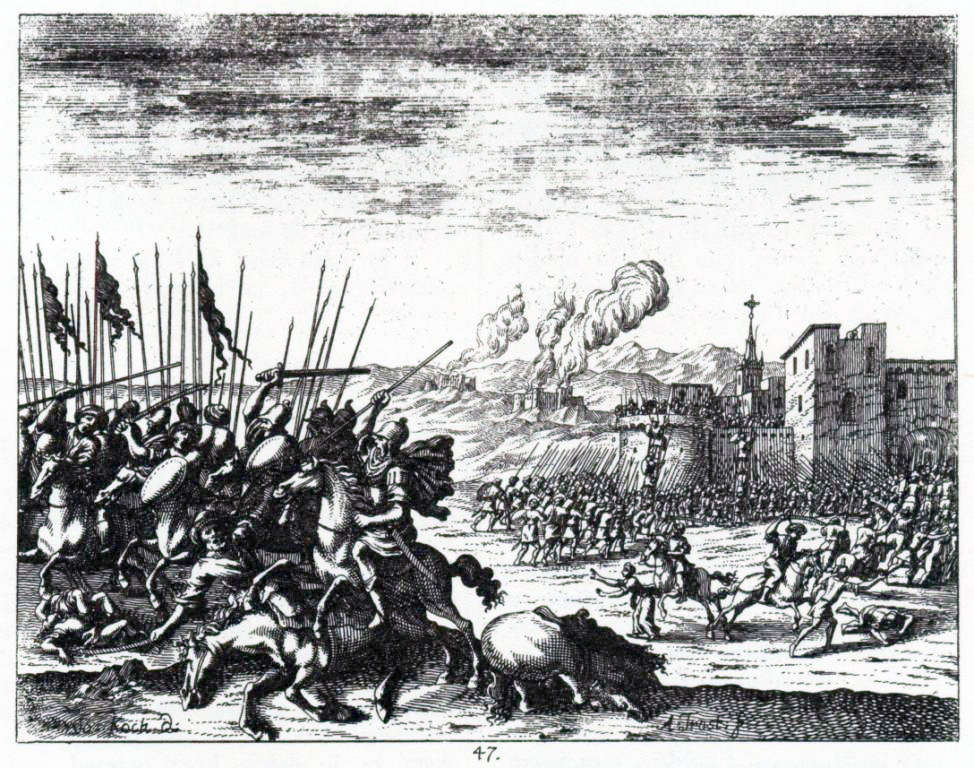
الجيش العثماني يقاتل الجيش النمساوي المجري في سلوڤينيا خلال عهد آل كوبرولي.

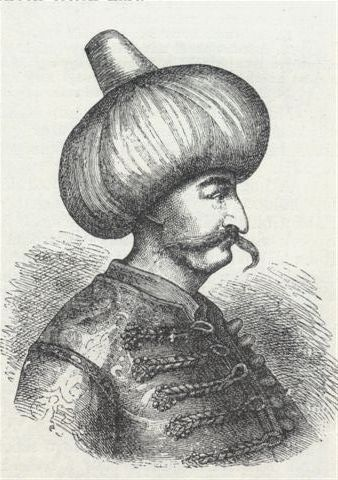
المُصلح الكبير فاضل أحمد كوبرولي باشا.

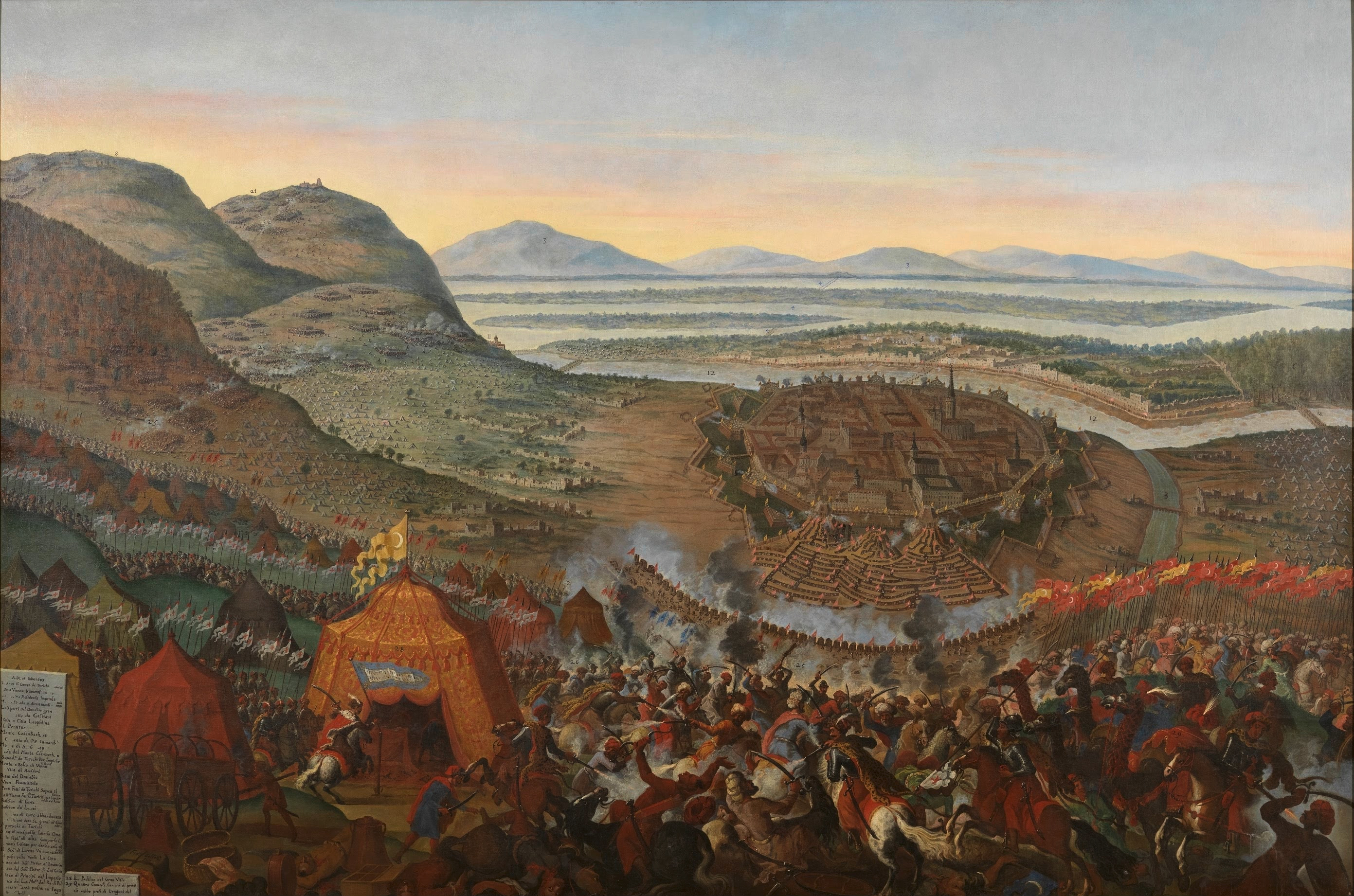
حصار ڤيينا من قبل الجيش العثماني للمرة الأخيرة سنة 1683.

## القرن السابع عشر
تميزت المدة الممتدة على مدار القرن السابع عشر بمظهر أقل روعة من مظهر مدة القرن السادس عشر بالنسبة للدولة العثمانية، فبعد وفاة السلطان محمد الثالث ظهر سلاطين أكثر ضعفًا وانغماسًا في الملذات، على الرغم من بروز بعض الشخصيات القوية منهم، مثل السلطان عثمان الثاني ومراد الرابع، وبعض الوزراء الذين عملوا على صون هيبة وسلطان الدولة، ومن هؤلاء مراد باشا القبوجي، الذي كان عونًا وعضدًا للسلطان أحمد الأول الذي تولّى وهو لم يتجاوز الرابعة عشر إلا بقليل. وفي تلك الفترة تنازلت الدولة العثمانية عن عراق العجم للدولة الصفوية، فكانت تلك أول معاهدة تركت فيها الدولة فتوحاتها، وكانت بمثابة فاتحة الانحطاط. وبعد أحمد الأول تولّى أخيه مصطفى العرش لثلاثة أشهر فقط، قبل أن يُعيّن عثمان الثاني بدلاً منه، الذي حدثت في عهده سابقة كانت الأولى من نوعها، وتدل على مدى الانحطاط الذي وصلت إليه الدولة آنذاك، إذ تخاذل الإنكشارية في القتال، فأراد أن يؤدبهم ويستبدل بهم جنودًا جددًا مدربين، فثاروا عليه وقتلوه وأعادوا عمه مصطفى إلى الحكم، وما إن انتشر خبر قتل الخليفة حتى عمت الفوضى والثورات أرجاء الدولة العثمانية، وقام الولاة يعلنون الاستقلال عن الدولة، فأشار الصدر الأعظم المعين بواسطة الانكشارية بعزل مصطفى الأول وتعيين ابن أخيه مراد الرابع. استطاع مراد الرابع أن يُطهّر الدولة من بعض الثورات مثل ثورة أباظة باشا والي أرضروم، وثورة قام بها الانكشارية، وحركة أمير لبنان فخر الدين المعني الثاني الاستقلالية، كما استرجع بغداد وهمدان وتبريز ويريڤان وكامل أذربيجان من الصفويين. وفي عهد خليفته إبراهيم الأول، انتعشت الدولة بعض الانتعاش، فدخل الأسطول العثماني جزيرة كريت من غير أن يلقى مقاومة تذكر، وبعد هذا العهد عرف العثمانيون فترةً من الضعف والعجز لم ينتشلهم منها إلا المصلح الكبير «محمد الكوبريللي» الذي تولّى منصب الصدارة العظمى عام 1656م في عهد السلطان محمد الرابع، فنهض بالدولة نهضة جديدة وطهرها من آفاتها الفتاكة، وهكذا اشتد ساعدها من جديد. وبعد محمد كوبرولي تولّى ابنه «فاضل أحمد» ذات المنصب وسار على نهج أبيه، فقامت القوات العثمانية سنة 1663م بهجوم على بلاد المجر وهددت ڤيينا نفسها بالسقوط. وفي سنة 1672م استولى العثمانيون على أوكرانيا وكانت تابعة لملك بولندا. وفي 17 يوليو سنة 1683م، حاصرت جيوش السلطان محمد الرابع ڤيينا للمرة الأخيرة، ولكنها صُدّت عنها.